# Ridi Meininger

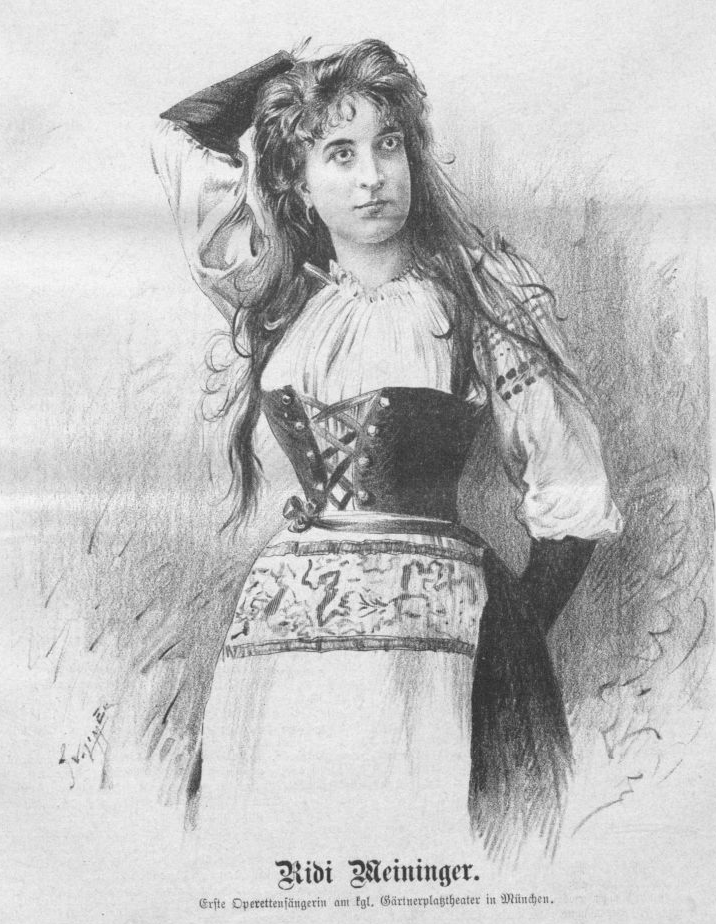
Ridi Meininger, um 1894

Ridi Meininger, verheiratete Ridi Niedermeyr bzw. Niedermeyr-Meininger (* 10. September 1866 in München; † 11. März 1915 ebenda), war eine deutsche Operettensängerin.

## Leben
Meiningers Weg führte vom Kabarett über die Singspielhalle zur gefeierten Operettensängerin. Von 1886 bis 1888 war sie in Regensburg engagiert und ab 1888 am Münchner Gärtnerplatztheater.
Am Gärtnerplatztheater sang und spielte sie 1888 die „Rosalinde“ in der 100. Aufführung des Theaters der Strauss-Operette Die Fledermaus und die „Maria Franziska“ bei der Wiederaufführung „bei elektrischer Beleuchtung“ von Richard Genées Der Seekadett. Weitere Rollen am Gärtnerplatztheater waren 1889 die „Ninon“ in der Uraufführung von Alfred Zamaras Singspiel Der Herr Abbé, 1889 die „Prinzessin Blanche de Coligny“ in Rudolf Dellinger komischer Operette „Capitain Fracassa“ und in Karl Horaks Inszenierung von Jacques Offenbachs „Hoffmanns Erzählungen“ die Soprankombination Olympia, Antonia, 1890 die Bänkelsängerin „Elsie“ in Der Königsgardist nach Arthur Sullivans Operette The Yeomen of the Guard und die „Harriet“ in Der arme Jonathan (Carl Millöcker), 1891 die „Kurfürstin Marie“ in Carl Zellers Heimatoperette Der Vogelhändler, 1892 die „Lady Sylvia Rockhill“ in Das Sonntagskind (Carl Millöcker) und die „Irene“ in Karl Komzáks Volksoper Edelweiss, 1893 die „Margit van der Meeren“ in Karl Weinbergers Operette Lachende Erben. Dennoch blieb die 1. Operettensängerin des Gärtnerplatztheaters dort Ensemblemitglied., hatte im Sommer 1894 ein Gastspiel am Kurhaus-Theater Göggingen. Im Oktober 1894 war sie in Mamsell’ Cerevis (Robert Pohl und Richard Genée) zu sehen.
Es folgte 1894 der Ruf Angelo Neumanns an das Prager Deutsche Theater. Bereits 1893 hatte sie am Prager Stadttheater ein Gastspiel in Millöckers Operette Der Bettelstudent sowie im Rahmen des deutschen Sommertheaters am Volkstheater Kgl. Weinberge in Prag als Königin in der komischen Oper Farinelli, einer Inszenierung anhand des Stoffs von Friedrich Wilhelm Wulff und Th. Teßmann, ein Stück, in dem sie bereits im Januar des Jahres am Innsbrucker Stadttheater gastierte. In Prag sollte sie die Nachfolge von Johanna „Hanna“ Wrada antreten.
Dem Ruf nach Prag folgte sie anscheinend nicht, denn 1898 gehörte Ridi Niedermeyr-Meininger noch immer dem Gärtnerplatztheaterensemble an. Nachgewiesen sind aber Gastspielengagements, zum Beispiel am königlichen Schloss- und Stadttheater Ansbach und Lahr im Jahr 1898 und am Stadttheater Passau. Zudem trat sie wohl in Nürnberg auf.
In der Spielzeit 1901/02 trat sie am Stadttheater Klagenfurt auf. Von 1907 bis 1909 sang und spielte sie am Innsbrucker Stadttheater, dort in der ersten Operettenaufführung der Saison 1907/08 die Titelrolle in Franz von Suppés Boccaccio, später in Robert Planquettes Operette Die Glocken von Corneville und an ihrem Ehrenabend als 1. Operettensängerin im Februar 1902 die Rolle des Dienstmädchens „Suza“ in Franz Lehárs Der Rastelbinder. Als Benefizveranstaltung zu ihren Gunsten wurde dort im Februar 1908 Carl Michael Ziehrers Operette Die drei Wünsche aufgeführt, im Abonnement mit Béla von Ujjs Operette Die kleine Prinzessin, in der Meininger als „Prinzessin Irene“ selbst auftrat.
Später verarmte sie und starb 1915 im Alter von 48 Jahren.